# Diceo
Diceo fue uno de los hijos de Neptuno, hermano de Sileo y héroe epónimo de Dicea en Tracia. Habitaban en las cercanías del monte Pelión en la Periferia de Tesalia. Se le consideraba como el prototipo de la bondad. Hércules fue su huésped en cierta ocasión.